# チャーリー・カウフマン
チャーリー・カウフマン（Charlie Kaufman、本名：Charles Stuart Kaufman、1958年11月1日 - ）は、アメリカ合衆国の脚本家・映画プロデューサー・映画監督。
奇想天外なストーリー展開で知られる。

## 来歴

### キャリア
1990年代になってからテレビのコメディ・シリーズのための脚本を書くようになった。2000公開のスパイク・ジョーンズ監督作品『マルコヴィッチの穴』で長編映画の脚本を務める。この作品で英国アカデミー賞脚本賞などを受賞、アカデミー脚本賞にもノミネートされ、一躍知られるようになった。
2004年公開の『エターナル・サンシャイン』でミシェル・ゴンドリーとピエール・ビスマスと共にアカデミー脚本賞を受賞した。
2008年には『脳内ニューヨーク』で映画監督デビューを果たした。

### 私生活
ニューヨーク州ニューヨークにて、ユダヤ系ドイツ人の血を引く両親のもとに生まれる。コネチカット州の高校卒業後、ボストン大学に進学したが、ニューヨーク大学に編入し映画制作を学んだ。大学卒業後、ミネアポリスの新聞社に勤めていた。
妻との間に二人の子供おり、カリフォルニア州パサディナで暮らしている。

## 主な作品

### 監督
- 脳内ニューヨーク Synecdoche, New York （2008年） 監督・脚本・製作
- アノマリサ Anomalisa （2015年） 監督・脚本・製作
- もう終わりにしよう。 I'm Thinking of Ending Things (2020年) 監督・脚本・製作

### 脚本
- マルコヴィッチの穴 Being John Malkovich （1999年）脚本・製作総指揮
- ヒューマン・ネイチュア Human Nature （2001年） 脚本・製作
- アダプテーション Adaptation. （2002年） 脚本・製作総指揮
- コンフェッション Confessions of a Dangerous Mind （2002年） 脚本
- エターナル・サンシャイン Eternal Sunshine of the Spotless Mind （2004年） 原案・脚本・製作総指揮

### 小説
- アントカインド Antkind (2020年)　未訳